# Медные рудники Бахмутской котловины
Медные рудники Бахмутской котловины — группа древних рудников бронзового века, горно-металлургический центр XV—XI вв. до н. э. Рудники основаны на медных рудах Бахмутской котловины (Бахмутский район Донецкой области и Попаснянский район Луганской области).
Медные руды картамышскойсыиты пермского периода представлены окислкееыми и сульфидными минералами. 
Рудники являются уникальным памятником археологии, истории горного дела, металлургии и первобытной техники так как большинство объектов сохранилась в первоначальном виде на протяжении тысячелетий и есть репрезентация всех циклов металлургического производства — горнодобывающего, горно-обогатительного, металлургического и металлообрабатывающего.
Обнаружены рудники: 2- Выскривка, 7-Пилипчатино, Новоатаманское, 2-Медная руда, 3-Картамыш, 3-Клиновое, Гурты, Лозовая и другие. Наиболее исследован Картамышский рудник.
Группы кланов на стоянках у рудников добывали руду открытым способом и шахтами, выплавляли медные вкрапления из глыб песчаника. Горны-печи были глиняные, каменные, плавка руд велась в больших горшках под угольными кучами. Из меди отливали слитки, которыми торговали от Днепра до Волги. 
Для добычи руды при малых углах падения пластов использовались карьеры открытого типа, например, рудники Выскривка, Медная Руда. При крутых углах падения пластов использовались стволовые шахты, штольни уступами и штреки, например, рудники Клиновое, Пилипчатино, Картамыш.
Впервые рудники обнаружил горный инженер А. А. Носов в 1865 году. В.А.Городцов осматривал остатки медеплавильного завода купца И. М. Клейменова возле села Калиновка и предположил, что рудники могли принадлежать племенам катакомбной культуры. 
В 1970—1990 годах С.И. Татаринов исследовал Бахмутскую котловину и обнаружил около тридцати древних разработок. На части из них были проведены археологические раскопки, открыты обширные производственные зоны с местами обогащения руды, следами плавки руд, разнообразными горными орудиями из камня-молотами, молотками, обломками каменных и глиняных литейных форм, слитками меди. Достоверно установлено изготовление двухушковых кельтов, наконечников копий, топоров, ножей. 
С.И.Татаринов четко датировал по огромной коллекции керамики у рудников функционирование их срубной культурно-исторической общностью, что подтвердили В.В.Отрощенко, А.Д.Пряхин, С.С.Березанская.
Д.Я.Телегин указывает на бахмутский металл у племен средне-стоговской культуры энеолита.
Однако косвенно можно считать использование медных руд племенами катакомбной культуры. В Выскривке стратиграфически зафиксировано, что мастерская срубной культуры более поздняя чем сам рудник, который имеет «несрубный» вид. 
Косвенно на присутствие мастеров катакомбной культуры указывает большая концентрация медных изделий в погребениях в районе рудников, погребений лучников (С.И.Татаринов, Д.П.Кравец, С.В.Федяев).
В Клиновом найдена керамика сабатиновско-белозерского типа и протобондарихинской культуры.
У ряда рудников зафиксированы остатки кочевий салтовской культуры.
Картамышский рудник по мнению Ю.В.Бровендера был брошен и не использовался три с половиной тысячи лет, что сохранило для археологов возможность исследования. Штольни Картамышского рудника перед уходом горняков в 11 веке до н.э. завалили крупными каменными плитами. 